# What's My Age Again?
"What's My Age Again?" é um single da banda estadunidense Blink-182, lançado dia 16 de novembro de 1999 pela MCA. No videoclipe da canção, o grupo aparece a maior parte do tempo correndo pelado pelas ruas de Los Angeles.

## Faixas

### CD 1[4]
1. "What's My Age Again?"
2. "Pathetic" (ao vivo em Los Angeles)
3. "Untitled" (ao vivo em Los Angeles)

### CD 2
1. "What's My Age Again?"
2. "Josie" (ao vivo em Los Angeles)
3. "Aliens Exist" (ao vivo em Los Angeles)